# 벤포스타
벤포스타(Benposta, 스페인어: Ciudad de los Muchachos→젊음의 도시)는 곤경에 처한 아이들을 위한 자선 단체이다. 벤포스타는 세상의 버림받고 소외감을 느낀 아이들을 위한 장소이다. 벤포스타마다 시장, 의원 등 자체 의회, 정치 지위가 존재한다.

## 역사
벤포스타의 개념과 최초의 도시는 1956년 실바 신부(Father Jesús Silva)에 의해 설립되었다.